# Larischův letohrádek
Larischův letohrádek stojí u ulice Těšínská (silnice I/11) v obci Horní Těrlicko v okrese Karviná. Je chráněnou kulturní památkou ČR.

## Historie
Letní sídlo Larischů je postaveno v empírovém stylu na objednávku hraběte Jindřicha Larische-Mönnicha z Karviné. Letohrádek byl postaven pravděpodobně v letech 1801–1804. V té době se nacházel u silnice vedoucí z Těšína do Polské Ostravy uprostřed sadu. Sloužil jako místo odpočinku a lovecký zámeček rodiny Larischů, ale byl to především dům hraběcího zahradníka, protože se nacházel v šlechtickém ovocném sadu. Časem se stal soukromým majetkem.

## Popis
Letohrádek je zděná omítaná stavba postavena z cihel a ve spodní části je doplněna o lomový kámen. Hlavní část je dvoupodlažní válcová budova krytá plochou nízkou helmou. K ní přiléhají dvě frontální jednopokojová přízemní křídla s obdélníkovým půdorysem, která svírají tupý úhel. Třetí vyšší křídlo je v zadní části, kde se nachází dřevěné schodiště vedoucí do horního patra se třemi okny. Vstup do křídel je v centrální části v přízemí. Ve frontálních křídlech je po jedné místnosti s valenou klenbou. Místnosti v kruhové budově mají kupolovou klenbu. V třetím křídle je plochý strop. Křídla mají sedlovou střechu.

## Selská hladová zeď
V letech 1845–1848 byla neúroda a hladomor. Hrabě Jindřich Larisch-Mönnich v roce 1847 nechal místními sedláky postavit vedle letohrádku zeď. Sedláci za tuto práci dostávali jídlo na celý den. Zeď původně ohraničovala celý sad a byla místy vysoká až dva metry. Byla postavena z částečně opracovaného lomového kamene. Z původní zdi se zachovalo jen několik desítek metrů.